# Laser odontoiatrico
Il laser odontoiatrico è uno strumento medico che impiega radiazioni luminose coerenti e monocromatiche per l’interazione selettiva con i tessuti orali. A seconda della lunghezza d’onda e della modalità operativa, i laser sono utilizzati in odontoiatria per ottenere effetti di taglio, coagulazione, ablazione, decontaminazione e biostimolazione su tessuti molli e duri.
L'approvazione clinica dei laser in ambito odontoiatrico ha avuto inizio negli Stati Uniti nei primi anni ’90, inizialmente per i tessuti molli e successivamente, dal 1996, anche per dentina e osso mandibolare. Attualmente sono disponibili diverse tipologie di laser, come Nd:YAG, Er:YAG, Er,Cr:YSGG, diodo e CO₂, ognuna con caratteristiche specifiche di assorbimento, indicazioni terapeutiche e compatibilità tissutale.

## Tipologie di laser
I laser odontoiatrici si classificano in base alla loro lunghezza d’onda e alle indicazioni cliniche:
- Laser KTP che ha una lunghezza d’onda di 532 nm
- Laser a diodo che ha una lunghezza d’onda tra 810 e 980 nm
- Laser a Nd:YAG (neodimio) che ha una lunghezza d’onda di 1.064 nm
- Laser a Er:YAG (erbium) che ha una lunghezza d’onda di 2.940 nm
- Laser a CO2 che ha una lunghezza d’onda di 10.600 nm[4]

## Applicazioni Cliniche

### Parodontologia
Il laser trova largo impiego nel trattamento della malattia parodontale, grazie alla capacità di ridurre la profondità di sondaggio, eliminare patogeni specifici e stimolare la rigenerazione tissutale. La terapia LANAP (Laser Assisted New Attachment Procedure), che utilizza il laser Nd:YAG, ha dimostrato in studi clinici una significativa riduzione della profondità di tasca e un miglioramento dell’attacco clinico.
Uno studio multicentrico condotto da Martelli et al. su oltre 2.600 pazienti ha confermato l’efficacia a lungo termine di un protocollo laser microbiologicamente guidato, con benefici clinici persistenti anche dopo 24 mesi.
L’uso del laser in parodontologia consente interventi meno invasivi, riducendo la necessità di anestesia, suture e farmaci sistemici. Inoltre, il laser raggiunge e neutralizza i batteri in aree scarsamente vascolarizzate, difficilmente accessibili con le tecniche tradizionali.

### Odontoiatria conservativa
I laser Er:YAG permettono la rimozione selettiva della carie con ridotta necessità di anestesia, grazie alla precisione del taglio e al minimo impatto termico. Tuttavia, una revisione Cochrane del 2016 non ha evidenziato una superiorità clinica netta rispetto ai metodi tradizionali, sebbene il laser abbia mostrato minore incidenza di dolore intraoperatorio.

### Ipersensibilità dentinale
I laser Nd:YAG, CO₂ e a diodo si sono dimostrati efficaci nella occlusione dei tubuli dentinali, riducendo la sensibilità in pazienti affetti da ipersensibilità dentinale. Studi SEM (microscopia elettronica a scansione) evidenziano una significativa riduzione del diametro tubulare dopo il trattamento laser.

## Benefici clinici
L’uso del laser in odontoiatria comporta alcuni vantaggi fra i quali:
- Interventi meno invasivi e riduzione del dolore intra e post-operatorio;
- Minore necessità di anestetici locali;
- Cicatrizzazione più rapida e ridotto sanguinamento
- Riduzione della carica batterica anche nei tessuti profondi
- Maggiore precisione chirurgica
- Effetto biostimolante e rigenerativo dei tessuti trattati
- Riduzione dei tempi clinici e dei costi biologici per il paziente[4]

## Limitazioni
Nonostante i numerosi vantaggi, il laser odontoiatrico presenta alcune criticità:
- Costo elevato delle apparecchiature (fino a oltre 100.000 € per sistemi avanzati)
- Necessità di formazione specialistica
- Indicazioni specifiche e non sempre sostitutive rispetto alle tecniche tradizionali.